# Stade Al-Amal Atbara
Stade Al-Amal Atbara – stadion znajdujący się w mieście Atbara w Sudanie, wykorzystywany głównie do rozgrywek piłkarskich. Jest domowym obiektem dla kilku lokalnych drużyn, w tym Alamal Atbara, Al Ahli Atbara oraz Al Fallah Atbara, które występują w sudańskiej Premier League. Stadion został otwarty w 1927 roku i ma pojemność od 13 000 do 15 000 miejsc